# BearShare
BearShare was een peer-to-peer-programma, waarmee computerbestanden uitgewisseld konden worden. BearShare maakte gebruik van het Gnutella-netwerk, net als het destijds populaire LimeWire. Bearshare was beschikbaar voor Windows in verschillende talen waaronder het Nederlands. Het programma werd oorspronkelijk ontwikkeld door Free Peers, Inc. maar werd verkocht door MusicLab, LLC, de makers van iMesh.

## BearShare 5
BearShare 5 kende drie varianten:
- BearShare Lite: gratis variant. Geen adware, maar minder functies dan BearShare Free.
- BearShare Free: gratis variant. Meer functies dan BearShare Lite, maar bevat adware.
- BearShare Pro: betaalde variant met alle functies van BearShare Free en bevat geen adware.

## BearShare 6+
Omwille van een conflict met de RIAA heeft BearShare het concept van zijn programma veranderd. Er bestaat maar één variant van BearShare 6 en hoger, waarbij geen adware meer wordt meegeleverd. Er kan nog steeds gratis muziek gedownload worden van het netwerk, maar het programma probeert de gebruiker aan te zetten tot de aanschaf van betaalde muziek. Gekochte muziek is beveiligd met DRM en kan alleen op Windows Media-compatibele apparaten worden afgespeeld.